# Bilousivka, Tulciîn
Bilousivka (în ucraineană Білоусівка) este o comună în raionul Tulciîn, regiunea Vinnița, Ucraina, formată numai din satul de reședință.

## Demografie
Componența lingvistică a satului Bilousivka
     Ucraineană (98,09%)
     Rusă (1,46%)
Conform recensământului din 2001, majoritatea populației satului Bilousivka era vorbitoare de ucraineană (98,09%), existând în minoritate și vorbitori de rusă (1,46%).